# 羅詠怡
羅詠怡（英語：Kosa Law Wing Yi，1993年9月15日—），香港女性手工藝設計師、意見領袖及演員，曾是無綫電視旗下網上直播兼社交平臺 big big channel 自由合約藝人。

## 簡歷
羅詠怡有一名胞兄，從小於馬鞍山恆安邨恆日樓長大，曾就讀聖公會主風小學，中一至中六年級曾在沙田蘇浙公學唸書，與歌唱女團 COLLAR 隊長沈貞巧是同窗。起初三年其操行稍遜和被師生排擠，至中四時因母親患上子宮頸癌、父親得眼疾而漸漸失明，心感愧疚才逐漸改進，之後因一次中六考試成績不好，便須到曾璧山中學繼續完成餘下高考課程；2015年則畢業於香港浸會大學創意藝術學院視覺藝術院的視覺藝術系。2008年，她開始幫助任職布藝師的母親莫綺瓊往數碼港、赤柱等藝墟，擺攤子售賣手製布袋。直至2016年，她就在旺角成立個人設計品牌「Inno Maker」，主要從事鐳射切割雕刻生意，同年7月又與朋友合資於大角咀開辦派對場地「客廳 HeartTank」。
2018年9月，羅詠怡加入無綫電視旗下網上直播兼社交平臺 big big channel 和J2清談節目《#後生仔傾偈》，成為其中一位意見領袖；同年獲邀參與《萬千星輝賀台慶2018》，惟外表及衣著均受網民批評。2020年2月，她開始經營網上文創商品寄賣店「觸 OnlineShop」，同年8月認為對於一個藝術院出來的學生，自由意志是很重要，有些事情試過了就足夠，故此選擇退出《#後生仔傾吓偈》（至第510集）和離開無綫電視，強調與曾在社交平台張貼惡魔畫作無關；10月再跟 Kolor 結他手羅灝斌及友人各投資逾十萬於銅鑼灣開設樓上餐廳「Around Wellington」。
2021年12月初，羅詠怡與 Kolor 合資過百萬選址深水埗經營咖啡酒館「Ohm Cafe and Bar」。

## 演出作品

### 劇集
| 首播     | 劇名       | 角色                              |
| 無綫電視 |            |                                   |
| 2018年   | 救妻同學會 | 柏邦慈善泰拳賽香港站職員（第8集） |
| 2020年   | 使徒行者3  | 記者（第6、8、22、30集）          |
| 2021年   | 逆天奇案   | 記者（第19集）                    |
| 2021年   | 逆天奇案   | 情侶（第25、26集）                |

### 綜藝節目
| 首播     | 節目名                     | 備註                                   |
| 無綫電視 |                            |                                        |
| 2018年   | #後生仔傾偈                | 「後生仔」之一                         |
| 2018年   | TVB 50+1再出發節目巡禮2019 | 固定演出嘉賓                           |
| 2018年   | 萬千星輝賀台慶2018         | 固定演出                               |
| 2018年   | Y Angle                    | 演出（2018年12月15日至2019年11月30日） |
| 2018年   | 萬千星輝頒獎典禮2018       | 固定嘉賓                               |
| 2018年   | #後生仔失驚無神賀聖誕      | 固定演出                               |
| 2018年   | 電競王                     | 固定演出助手（電競女）                 |
| 2018年   | 萬眾同心齊Countdown        | 外景主持                               |
| 2019年   | 金豬報喜迎新歲             | 固定演出                               |
| 2019年   | #後生仔同港姐傾吓偈          | 意見領袖之一                           |
| 2019年   | #後生仔睇完港姐傾吓偈        | 意見領袖之一                           |
| 2019年   | #後生仔再同港姐傾吓偈        | 意見領袖之一                           |
| 2019年   | #一屋後生仔                | 意見領袖之一                           |
| 2019年   | #後生仔傾吓傾吓傾到2020        | 固定演出                               |
| 2020年   | 姊妹淘（第四輯）           | 固定演出                               |
| ViuTV    |                            |                                        |
| 2017年   | Girls' Talk - 豁出去漫遊   | 第28、31 - 35集主持                    |
| 2021年   | 長知昔                     | 主持之一                               |
| 2023年   | 長知昔2                    | 主持之一                               |
| 2024年   | 人人耆望可食到             | 主持之一                               |
| 2024年   | 神之調酒師                 | 參賽者                                 |

### 電影
| 首映   | 電影名                               | 角色                |
| 2019年 | 空投在我身邊的閨蜜（無綫電視微電影） | 《電競王》主持 Kosa |

### 電台節目
- 2019年：商業電台雷霆881叱咤903《你好嘢》- 9月5、6日嘉賓

### 廣告
- 2017年：VanGO「全城滾動9週年」

## 外部連結
- 羅詠怡的Facebook專頁
- Kosa Law Wing Yi的Facebook專頁
- 羅詠怡的Instagram帳戶
- Inno Maker